# Quartiers de Lille

Plan des quartiers de Lille

Depuis son origine, Lille comprend des quartiers ayant chacun leur particularité. Leur nombre s’est accru avec l’extension urbaine. Les quartiers qui correspondaient strictement aux paroisses jusqu’en 1790, se distinguent ensuite des circonscriptions religieuses par des divisions en arrondissements puis en 10 quartiers au XXIe siècle.

## Historique

### Les premières paroisses
Au XIe siècle, la ville décrite dans la Charte de 1066 de dotation de la Collégiale Saint-Pierre comprend 3 parties, 
- le « castrum», où se trouvent la résidence comtale, l’administration, un atelier monétaire, la collégiale, les maisons des chanoines, traversée par une voie, l’actuelle rue de la Monnaie, aboutissant à une porte nord. Le castrum s'étendait dans un espace compris entre la Basse Deûle (actuelle avenue du Peuple belge) où se situait le premier port (près de l’actuelle place Louise de Bettignies), un mur qui suivait l’emplacement de la rue du Pont-Neuf jusqu’à la porte Saint-Pierre (au croisement de la rue de la Collégiale et de la rue Négrier) puis obliquait vers  la rue des Trois Mollettes et la Motte Châtelaine à l'emplacement de l'actuel parvis de la Treille.

- le «forum », bourg marchand entre la Motte châtelaine et l’église Saint-Étienne détruite en 1792, mentionnée par la Charte, qui était située à l’angle de la Grand’ Place et de la rue Esquermoise. Le forum originel n'englobait pas la Grand'Place qui était, au moins en partie, recouverte par les eaux de la Deûle mais était plus probablement circonscrit entre les rues Esquermoise, de la Clef, des Chats Bossus et Basse.

- Un troisième élément, Fins, mentionné dans la Charte avec son église Saint-Maurice était séparé du forum par le large lit de la Deûle qui recouvrait la plus grande partie de la Grand’place jusqu’au XIIe siècle. Fins aurait peut-être été à l’origine de la ville ou aurait encore conservé un caractère rural en 1066[1]. Son développement date en tout cas au plus tard du XIIe siècle, époque où la canalisation de dérivations du Becquerel et de la Riviérette est attestée par des fouilles dans l’ilot des Tanneurs [2].

Une bulle du pape Célestin II de 1144 érige en paroisse Saint-Sauveur qui est l’extension de Saint-Maurice.
Saint-Pierre, Saint-Étienne, Saint-Maurice et Saint-Sauveur sont les paroisses fondatrices de la ville, les quatre mères-églises  dont les curés désignaient jusqu’en 1789 les huit hommes qui siégeaient au Magistrat (l'administration municipale).
Ces paroisses entourées par une  enceinte datant probablement de la fin du XIIe siècle tirent  de cette origine leur particularité conservée jusqu’au XIXe siècle : fonction et composition sociale. Le castrum, la paroisse Saint-Pierre, est le quartier des clercs, de l’enseignement, le forum, paroisse Saint-Étienne centrale qui s'étend au XIIIe siècle à la grand’place après assèchement du terrain, celui du commerce et de la finance, l'ancien bourg de Fins, Saint-Maurice étendu à Saint-Sauveur sont des paroisses populaires, cette deuxième plus nettement, peuplées en  majorité d’artisans puis d’ouvriers à partir de la révolution industrielle du XIXe siècle.
Le faubourg de Weppes englobé dans la ville vers la fin du XIIIe siècle devient la cinquième paroisse intra-muros  autour d'un première église Sainte-Catherine édifiée avant 1273 et reconstruite au XVe siècle. Ce faubourg qui comprenait des jardins et des moulins appartenant aux chanoines lors de son incorporation dans la ville devient ensuite un quartier populaire.
La majeure partie du territoire des paroisses Saint-André et de la Madeleine au nord de Saint-Pierre reste en dehors de l’enceinte avant 1670.
Les trois paroisses Saint-Sauveur, Saint-Maurice et Saint-Étienne sont d’importances équivalentes, ayant respectivement 1030, 1060 et 1100 maisons d’après un dénombrement de 1566. Sainte-Catherine et Saint-Pierre sont plus petites avec chacune 400 maisons. D'après un recensement de 1617, sur une population de la ville de 32 604 habitants, Saint-Sauveur était peuplé de  7 113 habitants, Saint-Maurice  de 9 188 habitants, Saint-Étienne de 9 709 habitants, Sainte-Catherine de 4 012 habitants et Saint-Pierre de 2 552 habitants.

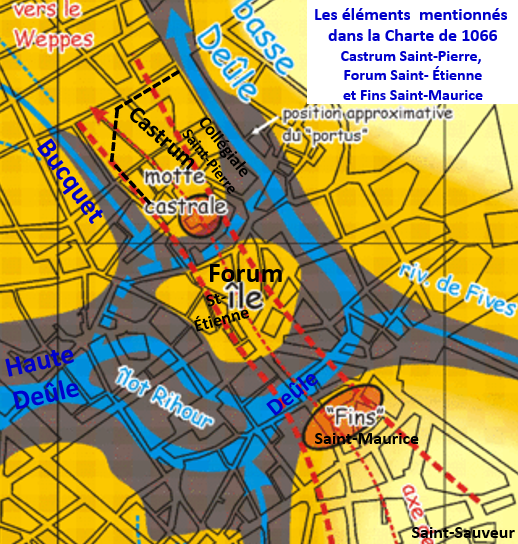
Éléments originels de Lille en 1066
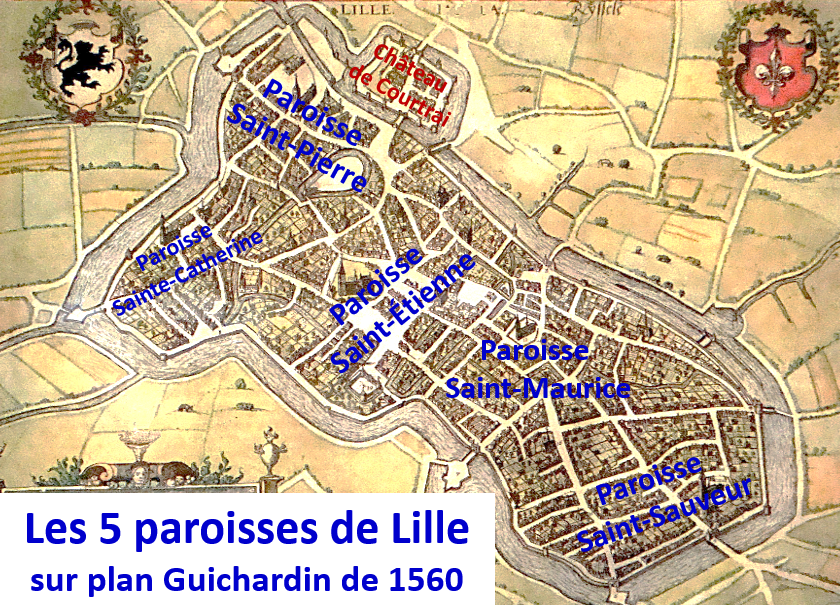
Les 5 paroisses de Lille en 1560 sur plan Guichardin

### Les agrandissements
Le territoire des deux agrandissements, celui  de 1603-1608 de 17 hectares au sud-ouest englobant l’ancien faubourg du Molinel, celui de 1617-1622 de 33 hectares au nord-est annexant le faubourg des Reignaux et le terrain de l’ancien château de Courtrai, est réparti entre les anciennes paroisses, une grande partie revenant à  Saint-Maurice qui devient la plus étendue.
L’agrandissement de 1670 qui fait suite à la conquête de Louis XIV englobe les paroisses de la Madeleine et de Saint-André soit 64 hectares. Ce territoire se couvre d’hôtels particuliers construits à la fin du XVIIe siècle et au XVIIIe siècle. La paroisse Sainte-Madeleine est un quartier aristocratique peuplé de rentiers, de magistrats, la paroisse Saint-André et  la paroisse Sainte-Catherine qui s’étend sur une partie de cet agrandissement urbain sont des quartiers bourgeois.
En 1815, le territoire communal est divisé en 5 arrondissements mais les 7 paroisses conservent leur identité, particulièrement celle de Saint-Sauveur.

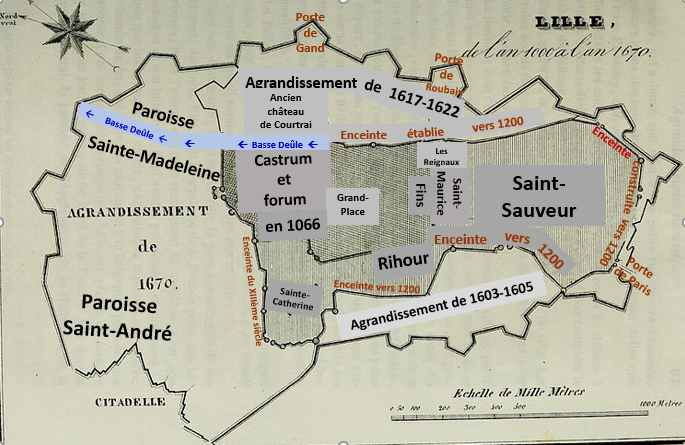
Agrandissements de Lille de 1066 à 1670
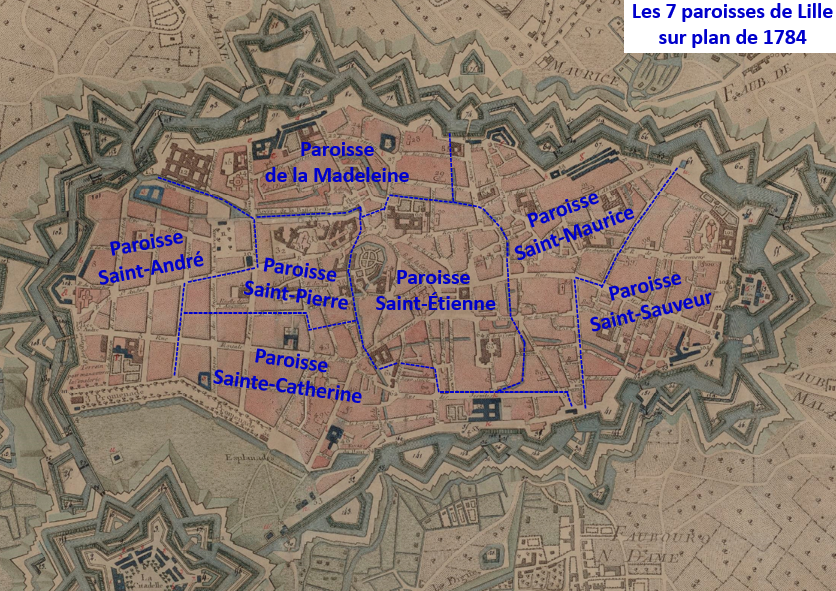
Les 7 paroisses de Lille sur plan de 1784
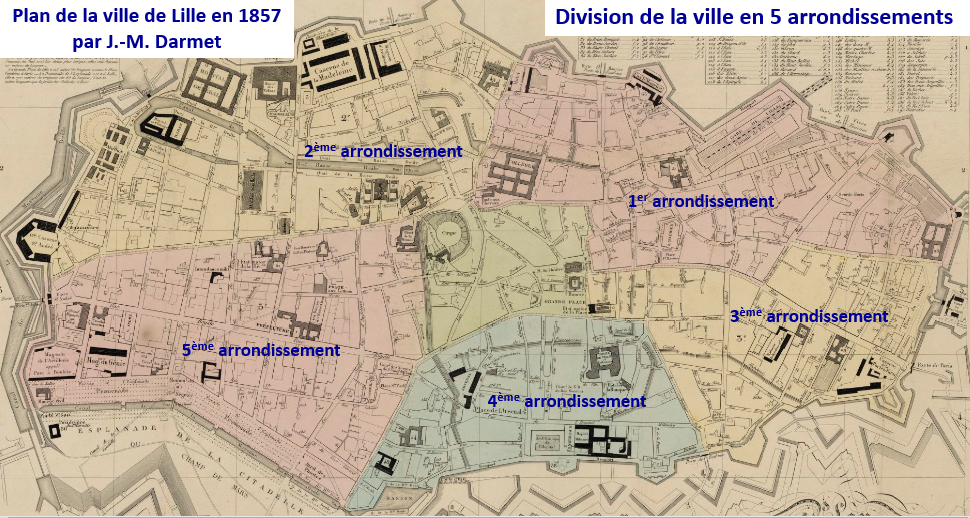
Division de Lille en 5 arrondissements en 1857

La ville qui était restée enclose dans ses remparts de 1670 est agrandie en 1858 par l’annexion de l'ensemble des communes de Fives, Moulins, Wazemmes et d'Esquermes. L’enceinte est étendue au sud englobant une partie des territoires de Moulins, de Wazemmes et d'Esquermes, la moitié méridionale de l'ancien rempart étant détruit de la porte de la Barre à la Noble Tour à l'exception de celle-ci et de la porte de Paris restaurée vers 1890.
L’ensemble du nouveau territoire communal agrandi est divisé en 10 arrondissements.

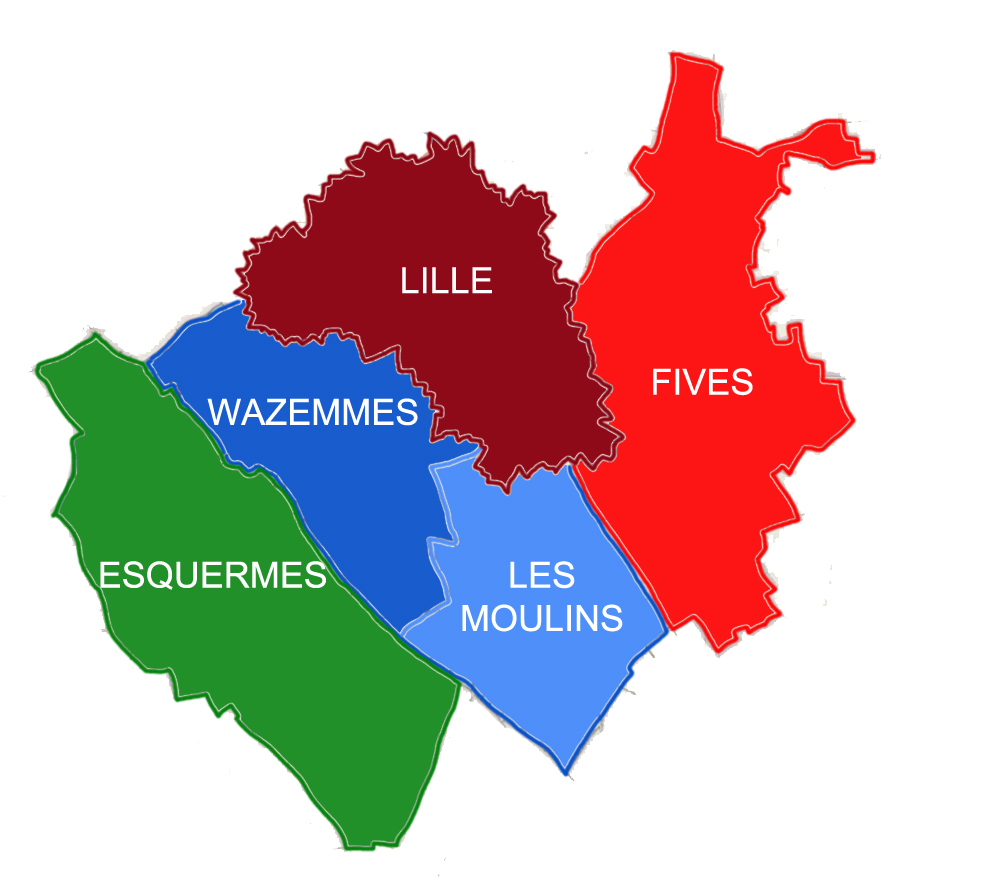
Découpage communal de Lille vers le milieu du 19e siècle
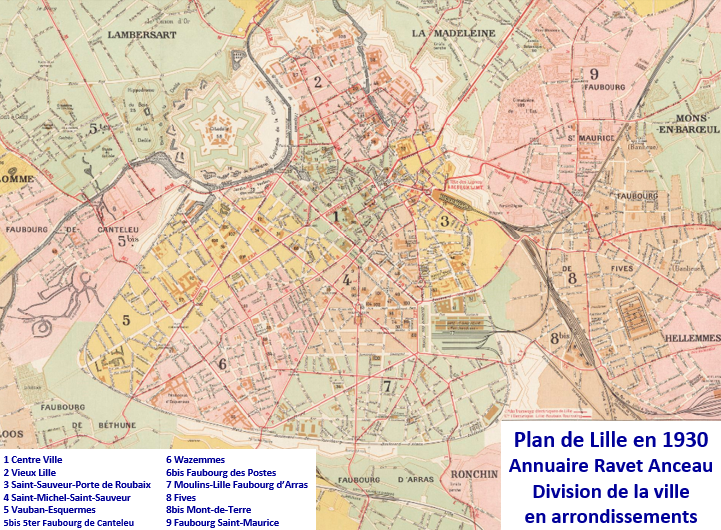
Arrondissements de Lille en 1930

La division entre Ouest aristocratique et bourgeois, Centre commerçant et  Est populaire perdure après 1858 sur l’ancien territoire communal. Chaque quartier avait cependant, une part de diversité. Des habitants aisés vivaient dans les quartiers populaires et il existait des ilots de misère près du Centre, tel celui entre la rue de Pas (emplacement du canal des Poissonceaux avant sa couverture en 1877) et la rue du Nouveau-Siècle qui était un lacis de ruelles et de courées bordées de maisons insalubres rasé vers 1960 pour la construction du complexe immobilier du Nouveau Siècle. De même, des usines étaient établies dans les quartiers bourgeois et aristocratiques des paroisses Saint-André et Sainte-Madeleine avec des logements ouvriers à proximité. Plusieurs courées existent encore dans ces quartiers. Dans les premières décennies après 1858, le contraste social entre les quartiers s'accroit car les industriels qui vivaient dans les quartiers populaires du centre s'installent dans des hôtels particuliers construits le long des voies tracées dans les nouveaux quartiers, notamment le boulevard de la Liberté. Le quartier Saint-Sauveur tend à perdre les riches pour ne conserver que les pauvres.
Ce contraste s’estompe ensuite progressivement à la fin du XIXe siècle pour le quartier Saint-Maurice qui se fond dans le centre commerçant et disparaît plus tardivement et brutalement autour de 1960 pour le quartier populaire de Saint-Sauveur rasé et reconstruit à cette époque, mais se reproduit en partie sur les communes annexées avec les quartiers bourgeois de Vauban-Esquermes, de Saint-Michel  à l’ouest, les quartiers populaires de Wazemmes, de Moulins et de Fives à l’est. Cependant, les quartiers ouvriers des Bois-Blancs à l’ouest, des faubourgs du Sud et le quartier plutôt bourgeois de Saint-Maurice Pellevoisin à l’est n’entrent pas dans ce schéma.
Plus récemment, plusieurs anciens quartiers populaires tendent à se "gentrifier", phénomène assez net à Wazemmes où les prix immobiliers montent jusqu'à s'approcher de ceux du centre.

## Les quartiers de Lille auXXIesiècle

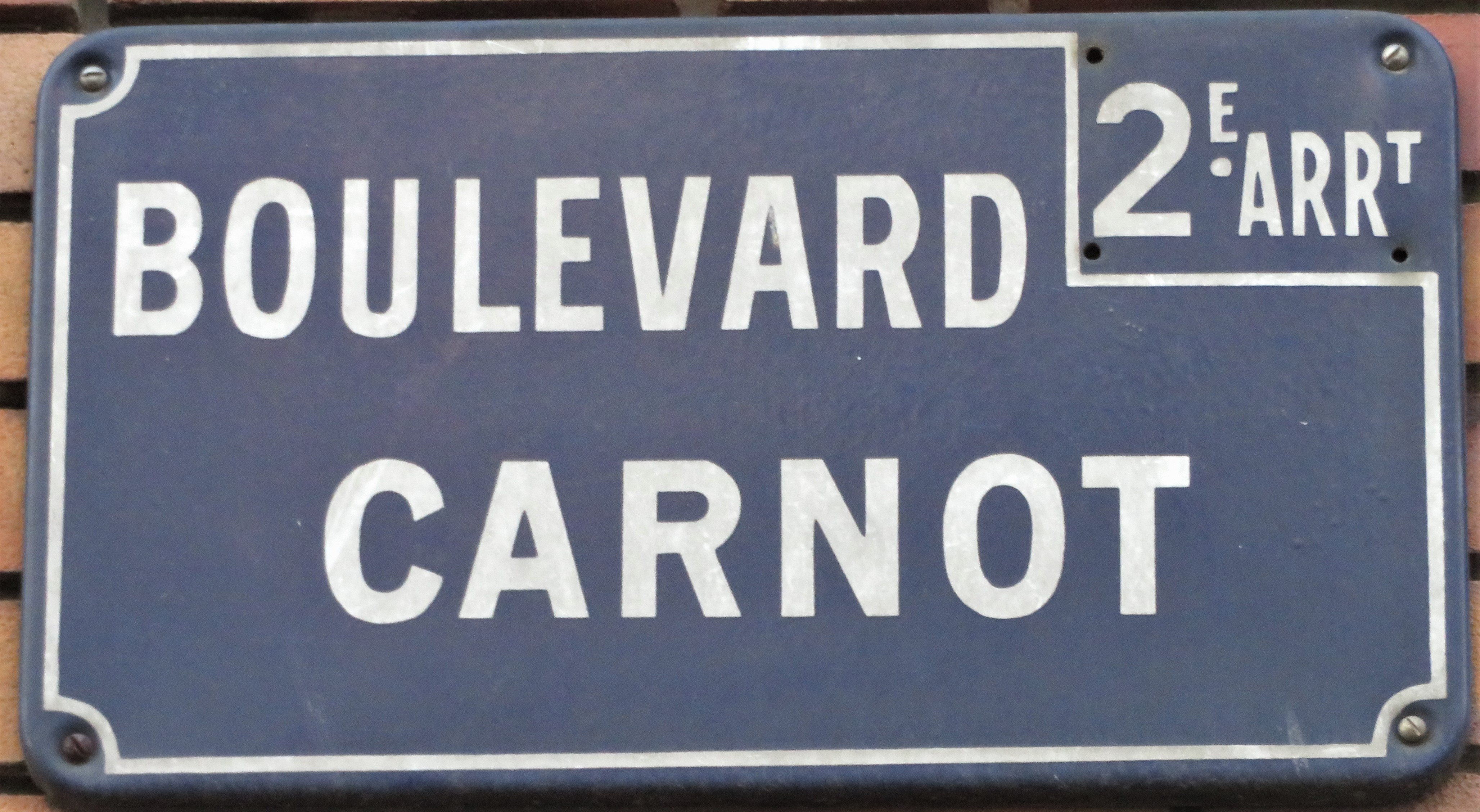
Plaque de rue avec indication de l'arrondissement

Les 10 arrondissements indiqués sur les plaques de rues étaient très peu connus des habitants. Ces arrondissements sont remplacés par 10  quartiers administratifs aux intitulés plus parlants qu’un numéro. La création de mairies et de conseils  de quartiers contribue à l’appropriation de ces territoires par les habitants et à l'animation  locale. Certains d’entre eux peuvent  être divisés en micro-quartiers correspondant mieux aux territoires vécus.
5 quartiers sont situés à l’intérieur de l’enceinte construite dans les années 1860 et démantelée après 1919, 5 autres à l’extérieur du rempart qui n’englobait qu’une partie du territoire des communes de Wazemmes, d'Esquermes et de Moulins annexées en 1858. Après leur disparition, ces fortifications ont laissé une empreinte forte, la coupure urbaine estompée après le démantèlement de l'entre-deux-guerres, s'étant accrue dans les années 1960 par la construction du boulevard périphérique et par l'établissement du Port de Lille à l'ouest.

### Quartiers à l’intérieur de l’ancienne enceinte du Second-Empire
Le Vieux-Lille au nord, est le seul quartier entièrement compris dans le territoire de la ville avant son agrandissement de 1858.
Il rassemble deux éléments :
- le centre historique de la ville, soit 3 sous-parties, l'emplacement de l'ancien  «castrum»  autour de la rue de la Monnaie, de la place aux Oignons et du parvis de Notre-Dame de la Treille, celui de l'ancien «forum» autour des rues Esquermoise et Grande Chaussée, et l’ancien faubourg de Weppes englobé dans la  ville au Moyen-Âge autour de l’église Sainte-Catherine.
- et le territoire de l’agrandissement de 1670, les anciennes paroisses bourgeoises et aristocratiques de Saint-André et de Sainte Madeleine.

Le cœur originel de la cité très délabré vers 1970  autour de la place aux Oignons est restauré  ou partiellement reconstruit à l’identique à partir de 1975.
La mise en valeur de ce patrimoine préservé après la destruction de la plus grande partie de celui de Saint-Sauveur vers 1960, donne à Lille un attrait touristique qui  a lui a permis d’obtenir le label « Lille, ville d’art et d’histoire » ou celui de « Lille, ville touristique ». Au nord du coeur historique très animé, la partie plus  éloignée de l’hyper-centre, assez calme conserve un patrimoine préservé d’hôtels particuliers d’architecture classique française des  XVIIe siècle et XVIIIe siècle  et de maisons anciennes, quelques-unes antérieures à 1670 de style lillois à arcures. Le quartier très recherché, celui où les prix immobiliers sont les plus élevés, a cependant une population jeune (58% entre 15 et 29 ans, 70% de moins de 39 ans) et une certaine mixité sociale.
Lille-Centre couvre un vaste secteur de 304 hectares qui s'étend au sud du Vieux-Lille, de la gare Saint-Sauveur aux halles centrales de la rue de Solférino, jusqu'à Euralille et c'est également un des quartiers les plus peuplés, avec plus de 30 000 habitants. Ce quartier offre une densité commerciale et une vie culturelle intense. On peut distinguer plusieurs secteurs dans ce quartier hétérogène.
- l'hypercentre comprenant les anciennes paroisses Saint-Étienne et Saint-Maurice, soit un quadrilatère avec ses alentours immédiats, entre la rue Faidherbe, la rue Nationale , le boulevard de la Liberté, la rue du Molinel autour des pôles de la gare de Lille-Flandres et des places du Général de Gaulle (la grand' place), du Théâtre et Rihour.
- le secteur d’immeubles des années 1960 qui concentre une partie de l'habitat collectif du quartier sur le territoire de l'ancien quartier populaire de Lille-Saint-Sauveur rasé et reconstruit autour de 1960.
- le quartier « haussmannien » autour de la place de la République et du boulevard de la Liberté à l’emplacement des remparts détruits dans les années 1860.
- le quartier résidentiel Saint-Michel construit dans les dernières décennies XIXe siècle le long des voies rectilignes tracées sur l'ancien glacis non constructible en bordure de ces fortifications. Ce  secteur calme et peu commerçant autour de la place Philippe-Lebon était de celui  l’ancienne Université d'État dont les bâtiments édifiés à la fin du  XIXe siècle ont été désertés par les étudiants lors de la création des campus à Villeneuve-d'Ascq vers 1970. Les seuls établissements d’enseignement subsistants sont l'École supérieure de journalisme de Lille dans les locaux de l'ancien Institut de physique de la Faculté des sciences, l'École des arts et métiers qui existe depuis 1900 et Sciences Po Lille  installé depuis 2018 dans les locaux rénovés de l’ancienne Faculté des lettres rue Auguste Angellier et de l’ancienne bibliothèque universitaire place Georges-Lyon à proximité. Le quartier composé en majorité d'immeubles de 2 ou 3 étages comprend des maisons d'architecture éclectique lilloise ou de style Art Nouveau de qualité.

•	le quartier d’affaires Euralille entre les gares de Lille-Flandres et de Lille-Europe  aménagé à partir des années 1990 sur la partie est du glacis des fortifications déclassées en 1919, qui dataient à cet emplacement de l'agrandissement de 1617-1622, comprenant l'ancienne zone inondable entre Fives et le mur d'enceinte autour du Becquerel.
Vauban-Esquermes à l'ouest dont le territoire comprend, 
- au nord, la moitié ouest de celui de l’ancienne commune de Wazemmes, soit l'ancien faubourg de la Barre (disparu lors du détournement du canal de la Deûle et de l'aménagement du jardin Vauban), à qui la  constitution d’une commune distincte avait été refusée contrairement à Moulins, et ses environs marécageux,
- au sud, une petite partie de celui d’Esquermes autour de l’ancien village réparti en deux quartiers, de part et d'autre de son ancienne rue principale, l’actuelle rue d’Esquermes, qui forme la limite avec le quartier de Wazemmes.

Le quartier inclut la citadelle et bénéficie ainsi des espaces verts qui l’entourent, le bois de Deûle et le jardin Vauban de l’autre côté du canal de la Moyenne Deûle.
Vauban-Esquermes est le plus jeune de tous les quartiers lillois, le plus « étudiant », avec notamment l'Université catholique de Lille, l'IÉSEG et de nombreux établissements supérieurs, ainsi que l'EDHEC jusqu'en 2010. C'est aussi celui qui a le plus progressé en nombre d’habitants depuis dix ans.
Wazemmes au sud, dont le territoire comprend la partie est de l’ancienne commune de Wazemmes (sa moitié ouest étant comprise dans le quartier Vauban-Esquermes) et  une fraction de celle d’Esquermes au sud-est. L’ancien village, lieu de villégiature des lillois aisés et de détente des classes populaires, se transforme au  milieu du XIXe siècle en triste banlieue industrielle avec l’implantation d’usines et la fermeture à la même époque de guinguettes et d’établissements de loisirs, telle la guinguette de la Nouvelle Aventure et devient l’un des quartiers ouvriers du sud de la ville. Wazemmes frappé par la désindustrialisation se transforme à partir de la fin du XXe siècle. Peu à peu, les friches industrielles sont réhabilitées et les anciennes usines, démolies ou reconquises. Les espaces libérés sont transformés en équipements collectifs, en logements ou en espaces verts, favorisant l’arrivée d’une population nouvelle, plus jeune et plus diversifiée. Wazemmes peuplé de 26 000 habitants comprend des rues commerçantes animées qui attirent de nombreux visiteurs, certains venant de loin, au Marché de Wazemmes le dimanche matin et sur 1,2 km de linéaire commercial de la rue Léon-Gambetta. Le quartier en voie de gentrification, conserve une mixité sociale.
Lille-Moulins au sud-est, dont le territoire, qui déborde faiblement au sud la ligne de l’enceinte démantelée, est aussi celui qui se rapproche le mieux de celui d’une des anciennes communes annexées, celle de Moulins. L'ancien  quartier ouvrier, actuellement peuplé de 19 700 habitants et comportant 12 300 logements dont 43% de logements sociaux, s’est beaucoup transformé depuis la fin des années 1980 après la disparition de l’industrie textile. Les bâtiments de 7 anciennes usines textiles Wallaert et Leblan ont été transformés en logements sociaux, théâtre, médiathèque et services administratifs. La Faculté de Droit, l’Institut régional d'administration et l’École d’Optique s'y sont implantés, apportant au quartier une vie étudiante forte. Ce quartier est également bien doté en clubs et équipements sportifs, culturels et de santé. Au cours des dix dernières années, plus de 2 000 logements ont ainsi été construits à Moulins. Le « Grand Projet Urbain  Porte de Valenciennes », en voie d'achèvement en 2024 comprend la réhabilitation et la construction de 1000 nouveaux logements, d’équipements et d’espaces publics, dans le prolongement  d’Euralille.

### Quartiers à l’extérieur de l’enceinte
Le quartier des Bois-Blancs  à l'ouest de la ville, entre Lomme et Vauban-Esquermes s’étend, à l’extérieur de l’enceinte des années 1860 démantelée au cours de l’entre-deux-guerres, sur une partie du territoire de l’ancienne commune d’Esquermes au sud de l’avenue de Dunkerque et de celui de Wazemmes au nord. Cet espace encore essentiellement rural lors de l’agrandissement de 1858, s’urbanise à partir de la fin du XIXe siècle. Le quartier est entouré par deux bras de la Deûle, l’ancien canal de la Haute-Deûle à gabarit Freycinet et le canal à grand gabarit creusé dans les années 1950 autour duquel s’étendent les installations du port de Lille. Ces deux bras se rejoignant au nord et au sud, la plus grande partie du quartier apparaît comme une île. Le quartier  accueille en 1979  la première mairie  de quartier. La ZAC EuraTechnologies sur la rive gauche de l’ancien canal accueille dans les vastes bâtiments rénovés des anciennes usines Le Blan, de nombreuses entreprises de haute technologie (dont Microsoft) employant plusieurs centaines de salariés. Ce  parc technologique s'insère dans un vaste projet de renouvellement urbain, « Les Rives de la Haute Deûle ». Avec 7 536 habitants, dont près de la moitié d'actifs, et une population assez jeune, le quartier des Bois Blancs est un quartier vivant « où tout le monde se connaît » ce qui est l'effet d'une situation géographique insulaire et d'une vie associative animée.
Le Faubourg de Béthune  au sud-ouest sur une partie de l’ancienne commune d’Esquermes à l’extérieur de l’enceinte des années 1860 est l’une des entrées de la ville parmi les plus fréquentées.
C’est un ancien quartier industriel où les usines Thiriez fermées vers 2000 étaient l’un des principaux employeurs.
Plus petit quartier de Lille en superficie, il est coupé en deux horizontalement par le périphérique. La partie au nord du périphérique, qui regroupe les secteurs Concorde et Verhaeren, est traversée par les anciens boulevards industriels le long desquels ont été édifiés de grands ensembles d’habitat social. Construits dès les années 1930 et jusqu'aux années 1950, ces grands ensembles sont élevés sur les anciennes fortifications du XIXe siècle. La partie au sud du périphérique, celle du secteur Vieux-Faubourg, le long de l'ancienne route de Béthune, est plus ancienne.
Lille-Sud  sur la partie du territoire des anciennes communes d’Esquermes, de Wazemmes et de Moulins en-dehors du rempart construit vers 1860 et  au-delà du périphérique qui constitue une barrière avec la ville, est le plus étendu (300 hectares) et l’un des plus peuplés avec  plus de 20 000 habitants.
Le quartier regroupe les faubourgs de Douai, d’Arras et des Postes et, à l’ouest, l’immense site du Centre hospitalier régional universitaire de Lille, son pôle de développement économique Eurasanté, la nouvelle faculté de médecine et l’hôpital Jeanne de Flandre. Au centre, la rue du Faubourg des Postes profile son devenir de « Faubourg des Modes ». À l'est, le cimetière du sud occupe une superficie de 33 hectares. Le quartier amorce son développement à  la fin du XIXe siècle par des rues greffées sur les 3 axes radiaux comprenant des courées, s’étend entre les deux-guerres à des ensembles de logements HBM, cités jardins, groupe des 400 maisons, puis dans les années 1950 par des immeubles sociaux de grande hauteur (groupe Concorde). Plusieurs projets de rénovations urbaines sont en cours : secteur des Deux portes, Nice-Cannes-Arbrisseau, ZAC Arras-Europe qui devrait améliorer les liaisons entre le faubourg d’Arras et le faubourg de Douai.
Fives à l'est  entre le périphérique et Hellemmes est un ancien village devenu en deux décennies au milieu du  XIXe siècle un quartier ouvrier  autour de l’usine métallurgique de Fives et d’autres usines métallurgiques et textiles. La désindustrialisation à partir des années 1960 fut presque aussi rapide. Le quartier séparé du reste de la ville depuis 1848 par les larges installations ferroviaires doublées dans la deuxième moitié du XXe siècle  par des voies autoroutières n’est relié au centre que par des ponts éloignés.
Le quartier a gardé  de son passé une identité forte, très imprégnée de culture ouvrière. La restructuration urbaine, la percée de nouveaux axes de circulation interurbains, la construction de nouveaux logements, d’immeubles de bureaux, ont participé à l’effort de rénovation et de mixité sociale tout en permettant le maintien d’une population très attachée à son quartier.
Le nom de la place Pierre De Geyter aménagée au centre face à la mairie de quartier rend hommage au compositeur de l’Internationale, ouvrier de l’usine de Fives.
Les vastes installations de cette ancienne usine sont en cours de réhabilitation, notamment avec l’installation d’un lycée hôtelier.
Saint-Maurice Pellevoisin, au nord-est, à proximité du centre-ville, d’Euralille et de la Gare de Lille-Europe est la partie nord de l’ancienne commune de Fives, territoire devenu au cours de la première moitié du XIXe siècle un lieu de villégiature. Au cours des années précédant l’annexion de 1858, ses habitants qui venaient d’obtenir l’édification de l’église Saint-Maurice-des-Champs demandaient la constitution d’une commune distincte de celle de Fives, très ouvrière depuis quelques années à la suite de l’implantation de plusieurs usines métallurgiques et textiles importantes. Le quartier est situé le long de plusieurs axes majeurs de la métropole lilloise, le Grand Boulevard, le périphérique et la Voie Rapide Urbaine Lille-Roubaix. Il est traversé et relié au centre par la rue du Faubourg de Roubaix, par la liaison Fives - La Madeleine, par les rues Saint-Gabriel et de la Louvière. Le sud-ouest du quartier est occupé par le cimetière de l'Est, d'une superficie de 22 hectares.

### Les communes associées
Les communes associées plus récemment, Hellemmes à l'est et Lomme à l'ouest, s’ajoutent à ces 10 quartiers.
Hellemmes-Lille  à l’est de la ville, dans le prolongement de Fives se développe avec la révolution industrielle. Au cours de la première moitié du XXe siècle, Hellemmes est une cité ouvrière organisée autour de l’immense usine de Fives Cail Babcock, des ateliers d’entretien de la SNCF et de nombreuses entreprises textiles. Fortement touché par les bombardements de la Seconde Guerre mondiale subit à partir des années 1970, comme l’ensemble de l’agglomération, le déclin et la quasi-disparition de ses industries. D’importants programmes de construction et de rénovation urbaine sont menés. Le technicentre  d'Hellemmes, atelier de réparation des matériels SNCF, notamment des TGV, est le plus important employeur de la commune associée.
Lomme  à l’ouest de Lille, compte 28 000 habitants et s’étend sur une surface de plus de 930 hectares. Lomme s’est dans un premier temps développé le long de la route de Dunkerque, longtemps nommée la Grand'Route, parcourant un territoire  rural. Dans les années 1920, la gare de triage de Lomme-Délivrance est établie par la Compagnie des chemins de fer du Nord qui construit une cité-jardin  pour y loger ses employés.
La gare de triage cesse ses activités en 2004.
Lomme est une ville résidentielle où sont établis le second Marché d'intérêt national du pays, une zone d’activité commerciale et le plus grand complexe cinématographique de France.